# Martin Kessel
Martin Louis Hermann Kessel (Pseudonym Hans Brühl, * 14. April 1901 in Plauen (Vogtland); † 14. April 1990 in Berlin) war ein deutscher Schriftsteller.

## Leben
Martin Kessel studierte nach dem Abitur an den Universitäten in Berlin, München und Frankfurt am Main Philosophie, Literatur-, Theater- und Kunstwissenschaft. Nachdem er in Frankfurt am Main über Thomas Mann promoviert wurde, ließ er sich 1923 als freier Schriftsteller in Berlin nieder.
Kessel, der neben zeitkritischer erzählender Prosa, die meist in Berlin spielt, auch Essays, Aphorismen und Gedichte verfasste, blieb zeit seines Lebens ein Außenseiter des deutschen literarischen Betriebs. Trotzdem war er seit 1951 Mitglied des PEN-Zentrums der Bundesrepublik Deutschland, seit 1954 der Deutschen Akademie für Sprache und Dichtung in Darmstadt und seit 1959 der Berliner Akademie der Künste sowie der Bayerischen Akademie der Schönen Künste in München.

## Laudatio
„Martin Kessel ist kein moralistischer Humorist, der auf bessere Anwendungen der Vernunft drängt, sondern ein philosophischer Humorist, der das ewige Welt-Fiasko sieht, die ewige Wiederkehr der humoristischen Situation. Er weiß, daß das Komische in der Welt nicht eliminiert werden kann, genau so wenig wie das Grausige, dessen Gegenpol es ist und in das es so leicht umschlägt, was wiederum ein Lieblingsthema von Martin Kessel ist und worüber es bei ihm großartige Dinge zu lesen gibt, etwa im Hinblick auf Jean Paul, auf Christian Dietrich Grabbe und auf Frank Wedekind. Man kann, wie gesagt, das Komische in der Welt nicht beseitigen, weil man das Unvollkommene nicht beseitigen kann, weder auf moralische Weise, noch auf religiöse oder, was heute so modern ist, auf wirtschaftlich-soziologische Weise. Welche Idee es auch immer sein mag, die in die irdische Welt eintaucht, immer zeitigt sie, neben anderen Wirkungen, auch das komische Phänomen ...“

## Auszeichnungen
- 1951 Deutscher Kritikerpreis
- 1954 Georg-Büchner-Preis
- 1961 Fontane-Preis
- 1961 Großes Bundesverdienstkreuz
- 1962 Literaturpreis der Bayerischen Akademie der Schönen Künste
- 1962  Ehrengast der Villa Massimo, Rom.
- 1980 Professor ehrenhalber.

Entgegen Angaben in Nachschlagewerken hat Kessel 1926 nicht den Kleist-Preis erhalten. Er ging an Alexander Lernet-Holenia und Alfred Neumann. Kessel wurde mit einer „ehrenden Erwähnung“ für seine Großstadtnovellen und eine Gedichtsammlung ausgezeichnet. Der Irrtum geht auf die Zusammenstellung Die Kleistpreisträger 1926. Drei biographische Dokumente in der Frankfurter Zeitung vom 23. September 1926 zurück.

## Werke
- Mensch-Werdung, Leipzig 1921
- Gebändigte Kurven, Frankfurt a. M. 1925
- Studien zur Novellentechnik Thomas Manns, Frankfurt a. M. 1926
- Betriebsamkeit, Frankfurt a. M. 1927
- Eine Frau ohne Reiz, Berlin 1929
- Herrn Brechers Fiasko, Stuttgart [u. a.] 1932
- Willkommen in Mergenthal, Berlin-Wilmersdorf 1935
- Romantische Liebhabereien, Braunschweig 1938
- Die Schwester des Don Quijote, Braunschweig 1938
- Erwachen und Wiedersehn, Berlin 1940
- Essays und Miniaturen, Stuttgart [u. a.] 1947
- Aphorismen, Stuttgart [u. a.] 1948
- Die epochale Substanz der Dichtung, Mainz 1950
- Gesammelte Gedichte, Hamburg 1951
- Musisches Kriterium, Mainz 1952
- In Wirklichkeit aber …, Berlin 1955
- Eskapaden, Darmstadt [u. a.] 1959
- Gegengabe, Darmstadt [u. a.] 1960
- Kopf und Herz, Neuwied a. Rh. [u. a.] 1963
- Lydia Faude, Neuwied [u. a.] 1965
- Ironische Miniaturen, Mainz 1970
- Alles lebt nur, wenn es leuchtet, Mainz 1971
- Ehrfurcht und Gelächter. Literarische Essays. v. Hase & Koehler, Mainz 1974 („Die Mainzer Reihe“, Bd. 37; Digitalisat im Internet Archive)
- Am Laubenheimer Platz. Friedenauer Presse, Berlin 2010, ISBN 978-3-932109-65-2